# Pavillon
En pavillon kan være et lysthus, en restaurant eller en scene i en have, park eller forlystelsesanlæg. Der kan også være tale om en tilbygning til en større bygning.

## Eksempel
En kendt pavillon er sangeindepavillonen Bakkens Hvile på Dyrehavsbakken i Dyrehaven nord for København.
Stig Fogh Andersens Pavillon er en sangerpavillon på Bornholm, øst for Østermarie, opkaldt efter kgl. kammersanger Stig Fogh Andersen.